# Alice Vibert Douglas
Alice Vibert Douglas (anglès: Allie Vibert Douglas)  (Montreal, 15 de desembre de 1894 - Kingston, 2 de juliol de 1988) (OC, MBE), que normalment es deia pel seu segon nom (Allie), va ser una astrònoma i astrofísica canadenca.

## Biografia
Douglas va néixer a Montreal (Quebec, Canadà) el 15 de desembre de 1894. Com que els dos pares de Douglas van morir l'any que va néixer, va viure per primera vegada a Londres (Anglaterra), amb el seu germà George Vibert Douglas i la seva àvia. L'avi de Douglas era el reverend George Douglas, un destacat ministre metodista i educador. El 1904 tant Douglas com el seu germà van tornar a Montreal on van assistir a la Westmount High School. En créixer, Douglas estava interessat en la ciència, però va sentir que el seu gènere era un hàndicap. A l'escola secundària, se li va negar l'admissió a un petit club de ciències només perquè era dona. El seu germà la va ajudar a eludir aquest problema deixant la porta entreoberta i deixant que Douglas segués fora de l'aula per escoltar conferències. Douglas es va graduar al capdavant de la seva classe i va rebre una beca a la Universitat McGill.
El 1912 va començar els seus estudis de matemàtiques i física a la Universitat McGill, però van ser interromputs durant el seu tercer any per l'esclat de la Primera Guerra Mundial. El seu germà George es va allistar com a oficial, estava estacionat a prop de Londres (Anglaterra) i va traslladar la seva família, inclosa Douglas, amb ell. Aleshores, Douglas va ser convidada a unir-se a l'esforç de guerra a través d'un amic de la família i va decidir treballar a l'Oficina de Guerra com a estadística. Tot i que les bombes caurien a prop del seu lloc de treball, Douglas va perseverar i va tenir el sou més alt de totes les dones funcionàries temporals del Servei Nacional. El 1918, als 23 anys d'edat, va rebre l'Ordre de l'Imperi Britànic pel seu treball.
Després d'haver tornat a Montreal el 1920, va continuar els seus estudis, obtenint una llicenciatura i després un màster el 1921. Va passar a la Universitat de Cambridge, estudiant amb Arthur Eddington, un dels astrònoms més importants de l'època. Va obtenir el seu doctorat en astrofísica a través de la Universitat McGill el 1926, i va ser la primera persona que el va rebre d'una universitat del Quebec i una de les primeres dones a aconseguir-ho a Amèrica del Nord. Douglas va escriure una biografia d'Eddington, La vida d'Arthur Eddington.
Després de completar el seu doctorat, Douglas es va incorporar a la facultat de McGill, donant classes de física i astrofísica. El 1939 es va traslladar a la Universitat de Queen de Kingston, on va exercir com a degana de dones fins al 1958. Va ser professora d'astronomia des de 1946 fins a la seva jubilació el 1964 i va ser fonamental perquè les dones fossin acceptades en enginyeria i medicina. Durant la Segona Guerra Mundial va establir que tots els estudiants havien de completar dues hores obligatòries de «contribució a l'esforç de guerra», va establir estacions de teixir per a dones entre classes i va obligar a tots els estudiants nous a fer classes d'infermeria.
Douglas va ser membre actiu de la Reial Societat Astronòmica del Canadà (Royal Astronomical Society of Canada, RASC) i es va convertir en presidenta el 1943. Va ser en gran part gràcies al seu treball que el Kingston Center del RASC es va fundar el 1961.
Col·laborant amb John Stuart Foster, va investigar els espectres de les estrelles de tipus A i B i l'efecte Stark mitjançant l'Observatori Astrofísic Dominion. El 1947 es va convertir en la primera presidenta canadenca de la Unió Astronòmica Internacional i va representar el Canadà durant una conferència de la UNESCO a Montevideo (Uruguai), set anys més tard. El 1967 es va convertir en oficial de l'Orde del Canadà i va ser nomenada una de les 10 dones del segle pel Consell Nacional de Dones Jueves. Douglas va morir el 2 de juliol de 1988.

## Honors
Vibert Douglas té una patera (un cràter irregular o complex) a Venus que porta el seu nom. Vibert-Douglas Patera es troba a 11,6° de latitud sud i 194,3° de longitud est. És quasi circular i fa 45 km de diàmetre.
El 1988, l'any de la seva mort, l'asteroide (3269) Vibert Douglas va ser anomenat en el seu honor.